# Pühajärve
Pühajärve är en ort i Estland. Den ligger i Otepää kommun och landskapet Valgamaa, i den södra delen av landet, 180 km sydost om huvudstaden Tallinn. Pühajärve ligger 127 meter över havet och antalet invånare är 185. Den ligger vid sjön Pühajärv.
Terrängen runt Pühajärve är platt. Runt Pühajärve är det glesbefolkat, med 13 invånare per kvadratkilometer. Närmaste större samhälle är Otepää, 3,4 km öster om Pühajärve. I omgivningarna runt Pühajärve växer i huvudsak blandskog.